# Joseph von Aichen
Joseph Freiherr von Aichen (* 30. Juni 1745; † 25. Oktober 1818 in Wien) war ein österreichischer Diplomat und Jurist.

## Leben
Joseph (Anton) von Aichen entstammte einer Adelsfamilie, die ursprünglich in der Grafschaft Mark im Niederrheinisch-Westfälischen Reichskreis beheimatet war, im 17. Jahrhundert siedelte sie nach Österreich um. Sein Vater war Anton Augustin Ritter von Aichen, Raitmarschall und Verordneter des niederösterreichischen Ritterstandes. 
Joseph wurde 1767 als Sekretär des Hofmarschalls angestellt und stieg 1770 zum Rat des Marschalls auf. Im folgenden Jahr berief man ihn als Justizkommissar in die Grafschaft Falkenstein. Zum Administratoren ernannte man ihn 1773, doch schon im Folgejahr kehrte er zurück, um seine Stelle als Hofmarschallrat erneut zu bekleiden. In den Appellationsrat sandte man von Aichen 1782; diese Stelle hielt er bis 1814 inne, als er sowohl Oberlandrichter als auch Geheimer Rat wurde. Im Jahr 1816 wurde er zum Freiherrn geadelt, womit er fortan Joseph Freiherr von Aichen hieß. Später fungierte von Aichen auch als provisorischer Hofkommissionspräsident, nachdem ein fester Präsident gefunden wurde, lediglich als dessen Stellvertreter. Am 25. Oktober 1818 verstarb von Aichen 73-jährig in Wien.
Von Aichen hatte sich an vielen Gesetzesdiskussionen beteiligt und setzte sich besonders für Arme ein; so war er auch Direktor des Armenbezirks gewesen.
Joseph ehelichte 1777 Maria Anna Catto (Cetto) von Kronstorf, Tochter von Karl Joseph Catto von Kronstorf und Maria Anna Hayek von Waldstätten. Sein Sohn Franz Xaver Freiherr von Aichen war ebenfalls Jurist (zuletzt niederösterreichischer Landuntermarschall).